# FC Nouadhibou
Football Club Nouadhibou w skrócie FC Nouadhibou (ar. نادي نواذيبو) – mauretański klub piłkarski grający w mauretańskiej pierwszej lidze, mający siedzibę w mieście Nawazibu.

## Sukcesy
- Première Division[1]:
  - mistrzostwo (13): 2001, 2002, 2011, 2013, 2014, 2017/2018, 2018/2019, 2019/2020, 2020/2021, 2021/2022, 2022/23, 2023/24, 2024/25

- Puchar Mauretanii[2]:
  - zwycięstwo (4): 2004, 2008, 2017, 2018
  - finał (1): 2022

- Superpuchar Mauretanii[2]:
  - zwycięstwo (3): 2011, 2013, 2018

## Występy w afrykańskich pucharach
| Sezon     | Rozgrywki           | Runda    | Kraj                     | Klub                     | Dom | Wyjazd | Dwumecz |
| --------- | ------------------- | -------- | ------------------------ | ------------------------ | --- | ------ | ------- |
| 2003      | Liga Mistrzów       | wstępna  | Niger                    | AS Niamey                | 2–1 | 0–1    | 2–2     |
| 2014      | Liga Mistrzów       | wstępna  | Gwinea                   | Horoya AC                | 1–1 | 0–3    | 1–4     |
| 2018      | Puchar Konfederacji | wstępna  | Wybrzeże Kości Słoniowej | Africa Sports National   | 1–0 | 1–1    | 2–1     |
| 2018      | Puchar Konfederacji | 1        | Maroko                   | Raja Casablanca          | 2–4 | 1–1    | 3–5     |
| 2018/2019 | Liga Mistrzów       | wstępna  | Libia                    | Al-Ahly Benghazi         | 2–1 | 0–2    | 2–3     |
| 2019/2020 | Liga Mistrzów       | wstępna  | Wybrzeże Kości Słoniowej | SOA                      | 1–0 | 0–0    | 1–0     |
| 2019/2020 | Liga Mistrzów       | 1        | Maroko                   | Wydad Casablanca         | 0–2 | 1–4    | 1–6     |
| 2019/2020 | Puchar Konfederacji | play-off | Zimbabwe                 | Triangle United FC       | 2–0 | 2–3    | 4–3     |
| 2019/2020 | Puchar Konfederacji | gr. A    | Egipt                    | Al-Masry Port Said       | 2–3 | 0–1    | 2–4     |
| 2019/2020 | Puchar Konfederacji | gr. A    | Egipt                    | Pyramids FC              | 0–1 | 0–6    | 0–7     |
| 2019/2020 | Puchar Konfederacji | gr. A    | Nigeria                  | Enugu Rangers            | 0–0 | 1–1    | 1–1     |
| 2020/2021 | Liga Mistrzów       | wstępna  | Ghana                    | Asante Kotoko SC         | 1–1 | 0–2    | 1–3     |
| 2021/2022 | Liga Mistrzów       | wstępna  | Benin                    | ESAE FC                  | 2–0 | 1–1    | 3–1     |
| 2021/2022 | Liga Mistrzów       | 1        | Algieria                 | ES Sétif                 | 3–1 | 0–2    | 3–3     |
| 2021/2022 | Puchar Konfederacji | play-off | Kamerun                  | Coton Sport FC de Garoua | 0–0 | 0–2    | 0–2     |
| 2022/2023 | Liga Mistrzów       | wstępna  | Togo                     | ASKO Kara                | 0–1 | 1–2    | 1–2     |

## Stadion
Domowe mecze klub rozgrywa na stadionie o nazwie Stade Municipal de Nouadhibou w Nawazibu, który może pomieścić 5 000 widzów.

## Reprezentanci kraju grający w klubie od 2003 roku
Stan na styczeń 2023.
| - Mohamed Nouh Abed - Bessam Ahmed - Moustapha Badiane - Boubacar Bagili - Mohamedhen Beibou - Mohamed Salahdine Boubacar - Mohamed Dellahi Yali - Taghiyoullah Denna - Brahim Souleimane Diallo - El Moustapha Diaw - Alassane Diop - Babacar Diop - Djiby Diop - Lemrabott El Hacen - Moctar Sidi El Hacen - Yassine Cheikh El Welly - Yacoub Sidi Ethmane - Cheikh Moctar Fall - Yacoub Fall - Abdoulaye Silèye Gaye - Mamadou Djibril Kassy - Beyatt Lekweiry - Abdou M’Bark El Id - Abdallahi Mahmoud - Oumar Mangane - Soukrana Mheimid - Bodda Mouhsine - Mamadou Ndioko Niass - Dewahi Oueissou - Mohamed Khouna Ould Mafoud - Sid Ahmed Rachid | - Demine Saleck - El Moctar Salem - Amar Djiby Samb - Cheikh Tidjani Sarr - Mamadou Sidibé Diop - Mohamed Soudani - Mouhamed Soueid - Abdallahi Sy - Abderrahmane Sy - Ablaye Sy - Abou Sy - Hemeya Tanjy - El Hassen Teguedi - Sidi Touda - Cheikhou Sallé Traoré - Elmamy Traoré - Ely Cheikh Voulany - Mohamed Wade - Ousmane Nana - Hassane Brahim - Faouz Faidine Attoumane - Mohamed M’Changama - Ibroihim Youssouf - Mandala Konté - Mahamane Cissé - Badara Dione - Kangnivi Ama Tchoutchoui - Mohamed Ben Mansour - Slama Kasdaoui - Jacob Dépodé |